# Stazione di Santuario
La stazione di Santuario è una stazione ferroviaria posta lungo la linea Torino-Savona che serve la località di Santuario, nel comune di Savona e che prende il nome dal santuario di Nostra Signora della Misericordia, distante poche centinaia di metri dalla stazione.

## Storia

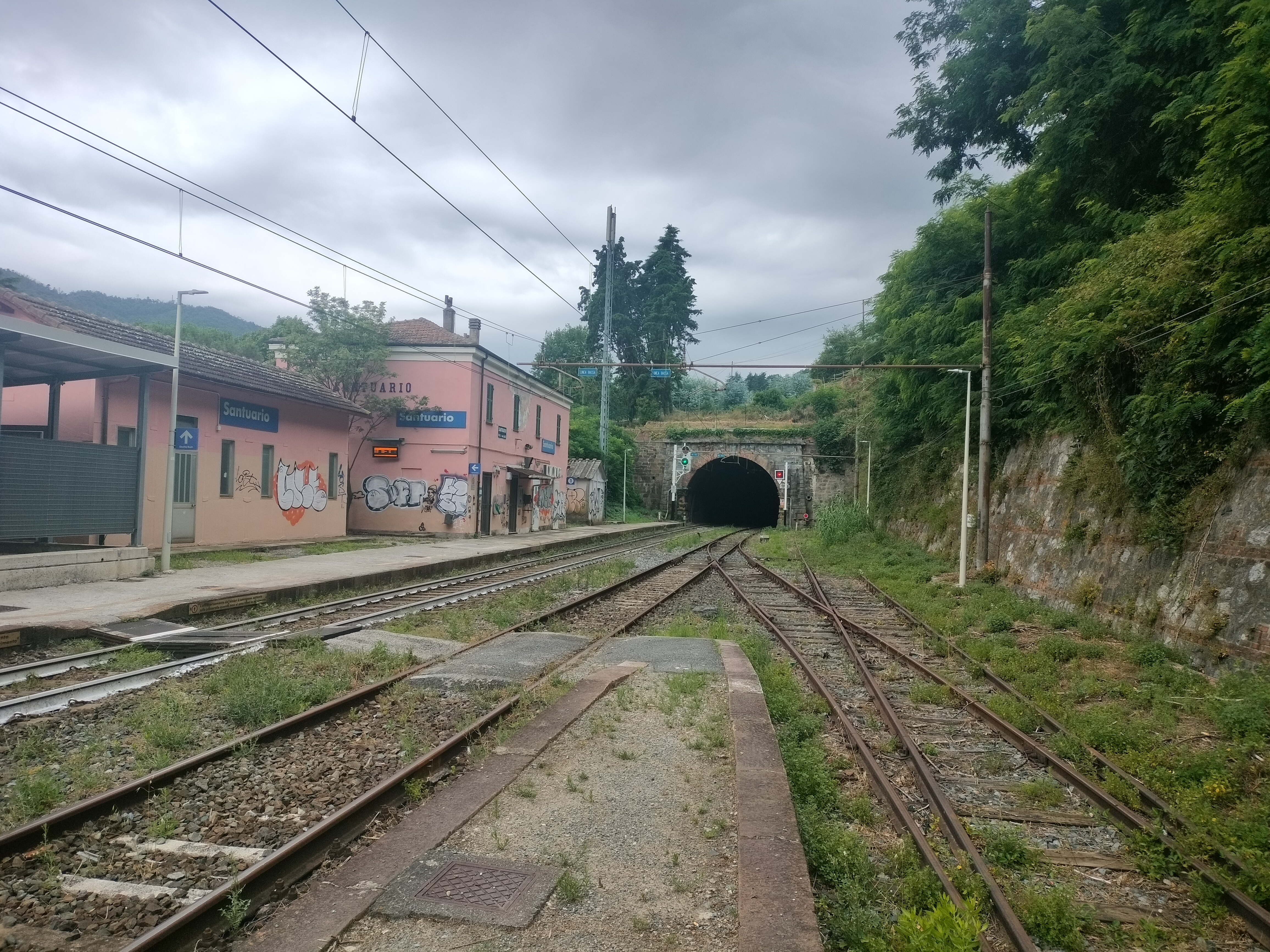
Vista dal binario 2 rivolti direzione San Giuseppe di Cairo.

La stazione di Santuario venne attivata nel 1874, all'apertura della tratta ferroviaria da Ceva a Savona.

## Movimento
La stazione è servita, in media, giornalmente da 7 treni regionali operati da Trenitalia della relazione Alessandria-Savona nell'ambito del contratto di servizio stipulato con la Regione Liguria.